# Bourke Place
Bourke Place je mrakodrap v australském Melbourne. Postaven byl podle návrhu, který vypracovala firma Godfrey & Spowers. Má 53 podlaží a výšku 254 metrů, je tak 4. nejvyšší mrakodrap ve městě a 5. v Austrálii. Výstavba probíhala v letech 1990–1991. V budově se nachází převážně kancelářské prostory a celou budovu obsluhuje 25 výtahů.